# Le Bas-Canada, 1791-1840, Changements structuraux et crise
Le Bas Canada, 1791-1840 : changements structuraux et crise est un livre rédigé par l’historien canadien Fernand Ouellet, paru en 1976 aux Éditions de l’Université d’Ottawa. 
Fernand Ouellet a enseigné l’histoire à plusieurs universités canadiennes (Université Laval, Université Carleton, Université d’Ottawa et Université York). Il s’est principalement penché au cours de sa carrière sur l’histoire canadienne-française. Ses œuvres les plus significatives sont Histoire économique et sociale du Québec, 1760-1850, paru en 1966, ainsi que Le Bas Canada, 1791-1840, Changements structuraux et crise.
Sa synthèse sur le Bas-Canada lui confère le Prix Sir-John-A.-Macdonald de la Société historique du Canada (en) (1977) et le Prix du Gouverneur général du Canada (1976). L’accueil critique est tout aussi enthousiaste de la part de ses pairs, qui y voient une analyse encore plus rigoureuse et approfondie de la période que son Histoire économique et sociale du Québec, qui avait été saluée par l’American Historical Review 10 ans plutôt et s’était elle aussi vue décerner de nombreux prix, dont le Grand Prix littéraire de Montréal. 
De plus, cet ouvrage de Ouellet a été intégré à la «Canadian Centenary Series», une collection en dix-neuf volumes de l'histoire du Canada réalisée par les historiens William Lewis Morton et Donald Grant Creighton en l'honneur du centième anniversaire de la Confédération du pays.

## Contexte historiographique

### La querelle des écoles historiques de Québec et de Montréal
Le Bas Canada, 1791-1840, Changements structuraux et crise s'inscrit dans l'une des plus grandes controverses historiques de son époque au Québec. Dans un contexte de renouveau historiographique amené par l'après-guerre et culminant avec la Révolution tranquille, la question de la destinée de la nation québécoise et des assises historiques de ses retards socio-économiques fait débat sur plusieurs fronts. En effet, la nouvelle génération d'historiens québécois, dont fait partie Fernand Ouellet, est convaincue que le récit national est à refaire, considérant la Seconde Guerre mondiale comme un point de rupture avec les valeurs et les idéologies traditionnelles. Or, la teneur de ce récit entraînera plusieurs débats, ancrés dans la mémoire populaire comme la querelle entre l'École historique de Québec et l'École historique de Montréal. Du côté de la capitale, les principaux historiens impliqués sont Marcel Trudel et Fernand Ouellet, alors que Guy Frégault, Maurice Séguin et Michel Brunet sont les meneurs de l'école métropolitaine. Très sommairement, les premiers sont plutôt antinationalistes et les seconds prônent la souveraineté de la nation québécoise. Cela dit, si la division des historiens de l'époque en deux écoles peut donner l'impression qu'existaient deux entités idéologiques unifiées et en opposition, la réalité est toute autre: chacun de ces historiens avait une vision de la société canadienne-française bien à lui, certains ayant même des affinités idéologiques avec des membres du «clan adverse». Enfin, l'ampleur de cette controverse, combinée au climat social des années 60 et 70, fertile à la propagation des idées grâce à l'essor de l'enseignement supérieur et des facultés d'histoire universitaires au Québec, a permis aux historiens québécois de se faire une place de choix au sein du Canada tout entier.  

### Les fondements de la théorie ouelletienne
Ouellet se positionne comme critique du nationalisme canadien-français. Pour lui, la rupture sociale que connaît le Bas-Canada au tournant du XIXe siècle ne repose pas sur des bases ethniques, mais plutôt sur l'incapacité des élites canadiennes-françaises à faire face aux défis de l'économie capitaliste.  Il range ses espoirs dans le progrès canadien et en l'État fédéral, jugeant la Révolution tranquille trop étatiste. Selon lui, le réformisme québécois des années 1960 demeure une révolution bourgeoise basée sur le nationalisme, qui n'est pas suffisamment soucieuse de développer une classe de grands entrepreneurs canadiens-français.  
Dès 1962, dans un article paru dans la revue Liberté, intitulé «Les fondements historiques de l'option séparatiste dans le Québec», Fernand Ouellet remet en question la pertinence du séparatisme au Québec, dont les racines historiques sont, telles qu'il les décrit, empreintes d'un «univers traditionnel». Ouellet ne voit pas en la petite bourgeoisie canadienne-française des leaders capables, mais plutôt des individus n'ayant pas l'envergure d'entreprendre les chantiers sociaux nécessaires à l'émancipation de la population du Bas-Canada, que ce soit le renouvellement des techniques agricoles, la création d'une nouvelle classe d'hommes d'affaires ou la refonte du rôle de l'État, pour n'en nommer que quelques-uns. Bref, selon lui, les Patriotes ont souffert d'une inertie nationaliste et conservatrice qui a porté entrave au progrès. Il approfondira d'ailleurs cette thèse dans son Histoire économique et sociale du Québec 1760-1850 ainsi que dans sa synthèse de la période 1791-1840, qui se rapproche beaucoup de l'ouvrage de 1966 par la continuité des thèmes abordés, la perspective et l'approche globaliste.

## Composition de l'ouvrage

### Plan et structure
Le livre est composé d'une introduction et de deux parties principales regroupant 11 chapitres. L'introduction s'attarde au Bas-Canada de 1791: ses structures économiques, sa démographie, sa structure sociale et la réforme politique que représente l'Acte Constitutionnel. La première partie compte quatre chapitres et couvre, dans une logique chronologique, la période de 1791 à 1815. Ouellet commence par traiter des institutions parlementaires et de l'affirmation de la bourgeoisie (chapitre I), pour ensuite parler de la naissance du nationalisme canadien-français (chapitres II et III) et de l'implication du Bas-Canada dans la guerre de 1812 (chapitre IV). Chacun des trois grands thèmes de cette première partie couvre environ une décennie.
La seconde partie regroupe les sept autres chapitres et suit également une progression chronologique. D'entrée de jeu, l'auteur aborde la crise que connaît l'économie rurale à partir de 1815 (chapitre V), pour ensuite traiter des pressions démographiques (chapitre VI) et des tensions socio-ethniques (chapitre VII) qui en découlent. Les trois chapitres suivants sont consacrés à la crise politique, traitant principalement de la paralysie des institutions politiques, en trois parties: le Parti canadien et la querelle des subsides (chapitre VIII), la radicalisation du mouvement patriote (chapitre IX) et la défense des institutions impériales par le Parti bureaucrate (chapitre X). Le dernier chapitre (chapitre XI) a pour sujet le phénomène révolutionnaire de 1837-1838.
À la fin de l'ouvrage, en sus de la conclusion, la bibliographie est divisée par thèmes: économie, démographie, structure sociale et politique. Pour chacun de ces thèmes, l'auteur donne les grandes lignes de son travail bibliographique, qui se limite toutefois aux sources dépouillées depuis la publication de l'Histoire économique et sociale du Québec 1760-1850, par souci de synthèse. S'ensuit une liste d'une quarantaine de livres et articles récentsqui traitent de la période, tous parus entre 1964 et 1974, un recensement de la centaine de tableaux statistiques employés par Ouellet au long de l'ouvrage, de même qu'un index.

### Description du contenu
Essentiellement, dans Le Bas Canada, 1791-1840, Changements structuraux et crise, Ouellet avance que la stabilité sociale au Bas-Canada du XVIIIe siècle dépendait du niveau d'équilibre entre la structure économique et les croissances démographiques canadienne-française et canadienne-anglaise. Or, d'importants changements structuraux au tournant du XIXe siècle, l'immigration loyaliste et la forte augmentation des natalités au Bas-Canada, jumelées à une crise de l'économie rurale et à l'implantation d'une économie capitaliste, bouleverseront profondément les dynamiques socio-ethniques de la colonie, menant à une crise politique explosive.

#### Les balbutiements du nationalisme canadien-français
Dans les chapitres V à VII, l'auteur étale sa théorie sur les facteurs de tensions ethniques au Bas-Canada au tournant du XIXe siècle. Il commence par une analyse en profondeur de la crise de l'économie rurale (chapitre V) qui touche plusieurs campagnes au début du siècle. Pour Ouellet, il s'agit d'un point tournant de l'enracinement des consciences de classe dans la société bas-canadienne. D'abord, les techniques de production agricoles, qui n'ont pratiquement pas évolué depuis le XVIIe siècle, ne peuvent subvenir aux besoins croissants causés par une poussée démographique importante dans les premières années du siècle. Progressivement, le Bas-Canada doit commencer à importer du blé, qui représentait traditionnellement la base de la subsistance et des revenus paysans. Ce nouveau commerce, qui passe majoritairement par Montréal, crée des opportunités d'affaires pour les petits bourgeois, majoritairement anglophones, tout en appauvrissant significativement les paysans à majorité francophone, particulièrement ceux des seigneuries aux alentours de la métropole, où les terres sont plus nombreuses et plus fertiles. L'économie des campagnes de la région de Québec, plus diversifiées en raison de l'importance du commerce du bois, n'est pas aussi bouleversée par la crise. Montréal devient donc rapidement l'épicentre des tensions et du mécontentement populaire au Bas-Canada. 
Ouellet poursuit en traitant des causes démographiques des tensions sociales (chapitre VI), avançant que la décalage entre la croissance démographique et la croissance économique ne sera pas rattrapée avant le début du XXe siècle au moins. Les seigneuries deviennent rapidement surpeuplées et l'attribution des terres sous le système cantonal alimente le mécontentement rural. Puis, en milieu urbain, les arrivages massifs d'immigrants anglophones contribuent à l'instabilité démographique et sociale, définissant de plus en plus les contours d'une grogne populaire généralisée, mais principalement localisée dans la région de Montréal, où se rendaient la majorité des nouveaux arrivants. 
Le chapitre VII expose comment les facteurs économiques et démographiques qui ont bouleversé les équilibres traditionnels des campagnes se font ressentir dans les villes. Les milieux populaires urbains, majoritairement ouvriers, sont affectés par la fluctuation du prix du pain, ainsi que par la concurrence des travailleurs anglophones, qui, à partir des années 1830, deviennent plus nombreux que leurs contreparties francophones. Conséquemment, dans ces milieux travaillés par des divergences ethniques et religieuses, l'idée d'une conspiration pour effacer la présence canadienne-française des villes fait son bout de chemin. Du côté des seigneuries, l'agriculture traditionnelle, centrée sur le blé, tend à s'effondrer. Le mécontentement se fait ressentir le plus dans la région de Montréal, où les pressions démographiques et la dépendance au blé sont les plus importantes. 
Ouellet en vient à la conclusion que si les Canadiens français avaient su diriger leur mécontentement contre l'État et le retard de sa politique agraire, ainsi que contre un régime seigneurial contraignant et un clergé qui continuait à percevoir les dîmes, un véritable mouvement de masse appuyé sur la conscience de classe aurait été possible. Or, les affrontements entre la grande bourgeoisie anglophone, le clergé et les classes moyennes canadiennes-françaises pour le leadership social s'articuleront autour de l'ethnicité et les bourgeois francophones incarneront pour les classes paysanne et ouvrière de langue française une volonté de régénération nationale. 

#### La faillite de la Rébellion de 1838
Malgré les échecs de 1837 à Saint-Charles et à Saint-Eustache, nombre de paysans gardent espoir que leurs leaders, pour la plupart exilés aux États-Unis, reviendront en force et vaincront les Anglais. C'est ce qu'expose Fernand Ouellet dans le dernier chapitre de sa synthèse (chapitre XI), en ayant recours à de nombreux témoignages d'époque. Or, les projets de soulèvements, mal organisés et désunis comme l'étaient les principaux meneurs patriotes, échouent les uns après les autres. Ouellet définit ces insurrections comme l'échec des classes moyennes canadiennes-françaises et du mouvement d'indépendance nationale qui devait leur profiter. Ces bourgeois, selon l'historien, idéalisaient l'économie agricole en plus d'attribuer la supériorité économique des canadiens-anglais au pouvoir métropolitain favorisant la minorité britannique. Ils attribuaient l'étouffement des Canadiens français dans les seigneuries à la discrimination ethnique et aux politiques d'immigration massive, ainsi qu'à une politique britannique de domination politique, économique et religieuse. Toujours selon Ouellet, les Patriotes envisageaient la nation autour d'un régime agraire basé sur le modèle seigneurial, d'une économie agricole de survivance et d'un clergé national fort, prouvant leur manque de vision à long terme, dans un monde où l'économie capitaliste est le moteur du progrès. Il attribue donc l'échec des insurrections patriotes à l'entêtement des classes moyennes canadiennes-françaises à protéger leurs intérêts à court terme, ainsi qu'à la lâcheté de leur leadership et à la peur de la rébellion chez le peuple, instaurée par le clergé. 

## Réception critique et universitaire
L'accueil que réserve le milieu universitaire à la synthèse de Ouellet est fort chaleureux. Dans un compte-rendu paru en 1979, André Vachet, professeur de sciences politiques à l'Université d'Ottawa et membre de la Société Royale du Canada depuis 1994, y voit une réussite encore plus remarquable que l'Histoire économique et sociale du Québec, 1760-1850. Certains passages de l'ouvrage de Ouellet mériteraient cependant, selon lui, d'être approfondis. Il évoque notamment des lacunes au niveau de la définition des alliances entre les classes sociales, particulièrement le clergé qui s'allie à la fois aux bourgeois canadiens-français au plan des luttes nationales, et aux marchands anglophones aux plans politique et économique, négligeant au passage d'expliquer l'échec politique des classes moyennes canadiennes-françaises causé par l'absence d'assises économiques. En revanche, Vachet vante la perspicacité et la complexité des points de vue de l'historien, qui permettent de dégager «la dialectique de force sociales ambiguës qui visent à renouveler la société», ainsi que d'approfondir les connaissances sur le passé québécois, de même que son présent et son futur, justifiant son prix du Gouverneur général.
Bogumil Jewsiewicki, professeur d'histoire à l'Université Laval et spécialiste en études africaines propose lui aussi une critique résolument positive de l'ouvrage de Ouellet.  Si l'histoire québécoise du XIXe siècle n'est pas son champ d'expertise, l'historien d'origine polonaise recommande la lecture de Le Bas Canada, 1791-1840, Changements structuraux et crise «à tout historien soucieux de dépasser la stricte zone de sa spécialisation». Puis, Jewsiewicki se prononce sur le débat historiographique dans lequel s'inscrit ce livre avec une perspective intéressante: il avance que les positions des différents historiens canadiens-français qui analysent la question nationale ne sont pas aussi dichotomiques que l'on pourrait le croire, suggérant une éventuelle synthèse entre les deux camps. 
Nicole Gagnon, sociologue à l'Université Laval, qualifie la synthèse de Ouellet de «grand livre» et de «récit tout à fait passionnant», tout en déplorant le parti pris fédéraliste de l'auteur. Selon elle, l'approche pro-capitaliste de l'historien, fondée sur une conception du progrès ancrée dans le dix-neuvième siècle, a pour effet de rapetisser les acteurs canadiens-français de l'époque dont les déterminismes étaient davantage symboliques qu'économiques. Puis, la sociologue mentionne qu'«on peut difficilement passer sous silence la qualité médiocre de l'édition», en raison de nombreuses coquilles, particulièrement dans la conclusion, ainsi que de la mauvaise disposition des tableaux statistiques employés par l'historien, qui ne rendent pas honneur au livre.
Deux collègues anglophones de Ouellet seront tout aussi élogieux à son égard, dont T. J. A. Le Goff, de l'Université York, qui décrit les chapitres consacrés à la politique comme des essais réfléchis et brillants. Cependant, il note le manque d'approfondissement donné à l'élection cruciale de 1834, peut-être causée par un manque de documentation de la part de Ouellet. Il écorche aussi le travail éditorial au passage, qu'il qualifie de «bâclé». Puis, l'historien canadien H. S. Ferns louange l'analyse minutieuse de Fernand Ouellet, basée sur l'analyse détaillée des recensements et des livres paroissiaux et seigneuriaux.